# Fort Smith
Fort Smith je město v okresu Sebastian County ve státě Arkansas ve Spojených státech amerických. Jedná se o třetí největší město ve státě po městech Little Rock a Fayetteville. Nachází se poblíž státní hranice s Oklahomou.
K roku 2020 zde žilo 89 142 obyvatel. S celkovou rozlohou 177 km² byla hustota zalidnění 538 obyvatel na km².